# Adriano Gè
Adriano Gè (Sampierdarena, 7 gennaio 1919 – Genova, 11 novembre 1996) è stato un calciatore italiano, di ruolo attaccante.
Giocava nel ruolo di ala.

## Caratteristiche tecniche
Gè era un attaccante che faceva della rapidità il suo punto di forza, caratteristica a cui abbinava freddezza in fase realizzativa e un buon tiro.

## Carriera
Cresciuto in squadre liguri (Sampierdarenese, Pontedecimo e Liguria), nel 1938 si trasferisce al Sud, ingaggiato per una stagione dal Messina. Tornato in Liguria, milita per due stagioni a Savona, la prima nel Savona e la seguente nell'Ilva Savona, e per una nel Cuneo, entrambe in Serie C, e con la maglia dei piemontesi si mette in luce realizzando 25 reti in 23 partite. Questo exploit gli vale il trasferimento all'Atalanta, con cui debutta in Serie A nella stagione 1942-1943, realizzando 12 reti in massima serie e contribuendo all'agevole salvezza dei bergamaschi.
Dopo l'interruzione guerra, durante la quale ha indossato la maglia del Genova 1893 nel Campionato Alta Italia 1944, ha militato nell'Atalanta anche nell'anomalo campionato 1945-1946, nel quale ha offerto un rendimento inferiore a quello delle stagioni precedenti. Nell'estate 1946 viene posto in lista di trasferimento, e scende tra i cadetti con la maglia della Cremonese, dove rimane due stagioni: titolare nella prima, perde il posto in squadra nella seconda, nella quale disputa 3 partite di campionato. In seguito milita  nel Cosenza e nella Casertana, in Serie C, prima di chiudere la carriera riavvicinandosi a casa, nella Corniglianese.
In carriera ha totalizzato complessivamente 28 presenze e 12 reti nella Serie A a girone unico e 33 presenze e 7 reti in Serie B.
È scomparso nel 1996 all'età di 77 anni.

## Palmarès

### Club

#### Competizioni nazionali
- Serie C: 2

Savona: 1939-1940
Cuneo: 1941-1942

#### Competizioni regionali
- Promozione: 1

Casertana: 1949-1950